# Austin (Mid West)
Austin is een spookdorp in de regio Mid West in West-Australië.

## Geschiedenis
In 1854 verkende landmeter Robert Austin de streek. Hij ontdekte als eerste Europeaan het naar hem vernoemde efemere zoutmeer Lake Austin. Hij noemde het zelf de 'Great Inland Marsh' maar die naam werd later aangepast.
In 1892 werd Halliwell en zijn ploeg op het grootste eiland in het meer de Ironcladconcessie toegekend. De ploeg ontdekte een belangrijke goudader in een heuvel. Ten noorden van de Ironcladconcessie waren nog andere concessies toegekend. Begin 1895 werd de 'Island Lake Austin Gold Mining Company' opgericht die de Ironclad en North Ironcladconcessies opkocht. Het bedrijf was zeer optimistisch over de vooruitzichten. Het dorp Austin werd dat jaar officieel gesticht en naar het meer vernoemd.
Tot 1898 was Austin afhankelijk van een postkoets. Daarna werd het door een spoorweg bediend. Rond die tijd telde het dorp onder meer twee hotels en enkele slagers, bakkers, winkels, kleermakers en hoefsmeden.
Nadat het meeste bovengrondse goud in de omgeving was gevonden, werd tussen 1897 en 1905 ondergronds naar goud gedolven. De Ironcladconcessie bracht echter niet het verwacht goud op. Midden de jaren 1930 werd op de Ironcladconcessie nogmaals naar goud gezocht. Weer was men te positief en in september 1935 werd de zoektocht opgegeven.
Op andere plaatsen in de omgeving bleef men wel nog naar goud zoeken en delven. Ook in de 21e eeuw gaat de zoektocht voort.

## Ligging
Austin maakt deel uit van het lokale bestuursgebied (LGA) Shire of Cue waarvan Cue de hoofdplaats is. Austin ligt langs de Great Northern Highway. Op een nabijgelegen verzorgingsplaats staat een bord met informatie over het spookdorp. Austin ligt op een eiland in 'Lake Austin', 616 kilometer ten noordnoordoosten van de West-Australische hoofdstad Perth, 54 kilometer ten noorden van Mount Magnet en 26 kilometer ten zuiden van Cue.

## Klimaat
Austin kent een warm woestijnklimaat, BWh volgens de klimaatclassificatie van Köppen.